# St. Petrus Baptista und Gefährten (Kerbscher Berg)

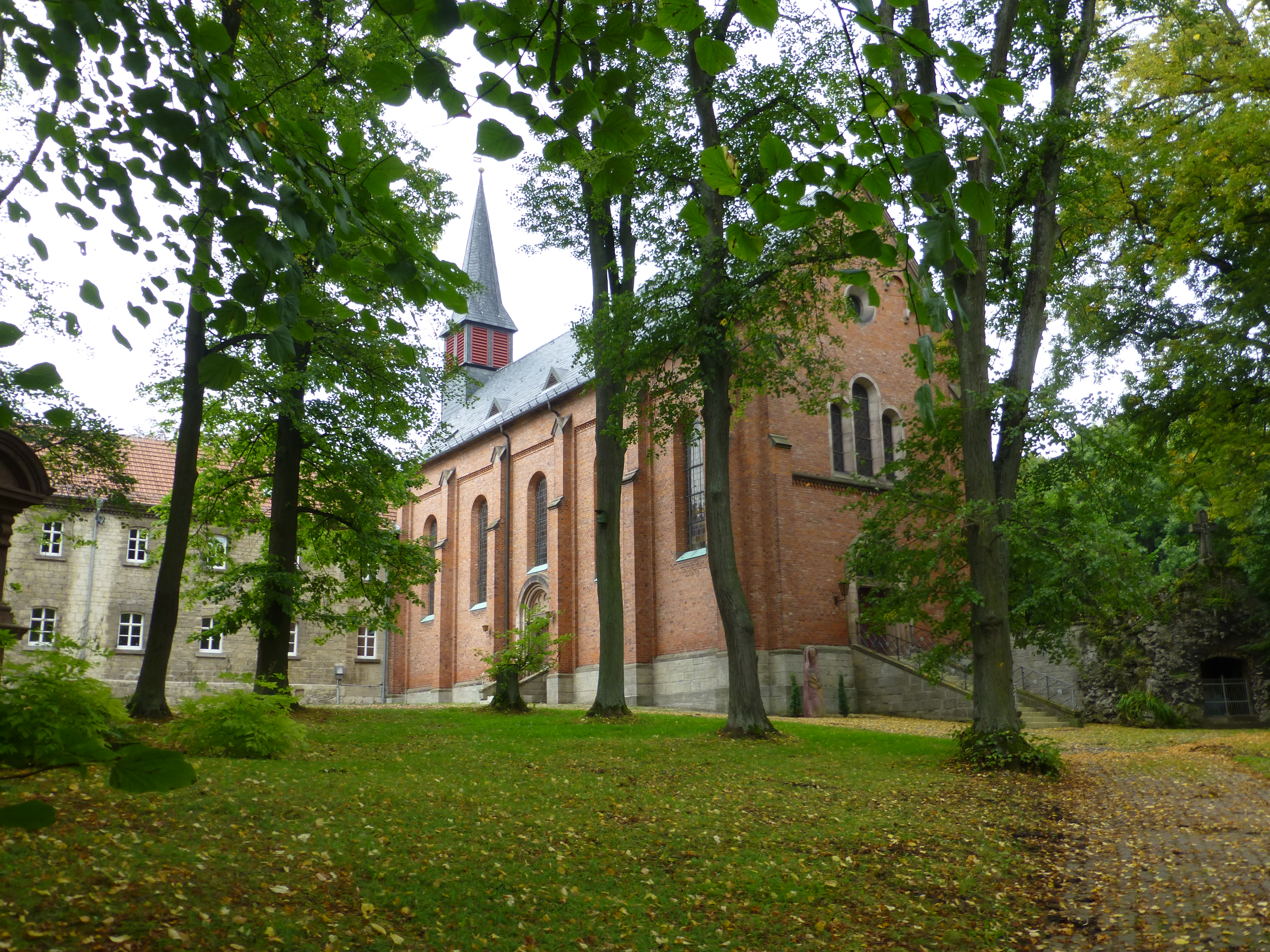
Römisch-katholische Filial- und Wallfahrtskirche St. Petrus Baptista und Gefährten auf dem Kerbschen Berg in Dingelstädt

Die römisch-katholische Filial- und Wallfahrtskirche St. Petrus Baptista und Gefährten steht auf dem Kerbschen Berg in Dingelstädt im thüringischen Landkreis Eichsfeld. Sie ist Filialkirche der Pfarrei St. Gertrud Dingelstädt im Dekanat Dingelstädt des Bistums Erfurt und war die Klosterkirche des ehemaligen Franziskanerklosters Kerbscher Berg. Sie trägt das Patrozinium des heiligen Petrus Baptista und Gefährten.

## Geschichte
Eine erste Kirche auf dem Kerbschen Berg ist bereits vor dem Jahr 800 belegt, sie war dem heiligen Martin von Tours geweiht. Infolge des Dreißigjährigen Krieges wurde die Kirche beschädigt, konnte nicht mehr unterhalten werden und verfiel. Deshalb erfolgte im Jahr 1701 durch Initiative und Finanzierung der Lehrerin Anna Maria Eckardt der Neubau einer Kapelle aus Holz. Die Kapelle war abermals dem heiligen Martin von Tours geweiht. Die Benediktion der Kapelle erfolgte an Pfingsten 1707 und 1723 die Konsekration. 1824 wurde erneut eine neue Kapelle errichtet mit dem Patron Zum Heiligen Kreuz. Am 20. April 1824 erfolgte durch Assessor Johann Heinrich Diegmann, Pfarrer von Kallmerode, die Benediktion. Im Jahre 1866 wurde die Kapelle im Zuge der Errichtung des Franziskanerklosters erweitert. Von 1889 bis 1890 erfolgte der Bau der heutigen Kirche. Baumeister war der Franziskaner Paschalis Gratze. Der Kommissarius Conrad Zehrt benedizierte die neue Kirche am 4. Oktober 1890 und Weihbischof Augustinus Gockel weihte sie am 3. Juli 1901. 1931 wurde die Kirche im Innenraum neu ausgemalt. 1970 bis 1972 wurde die Kirche an die Liturgiereform angepasst und erhielt ihr heutiges Aussehen. 1994 bis 1995 erfolgte die letzte Sanierung der Kirche.

## Architektur

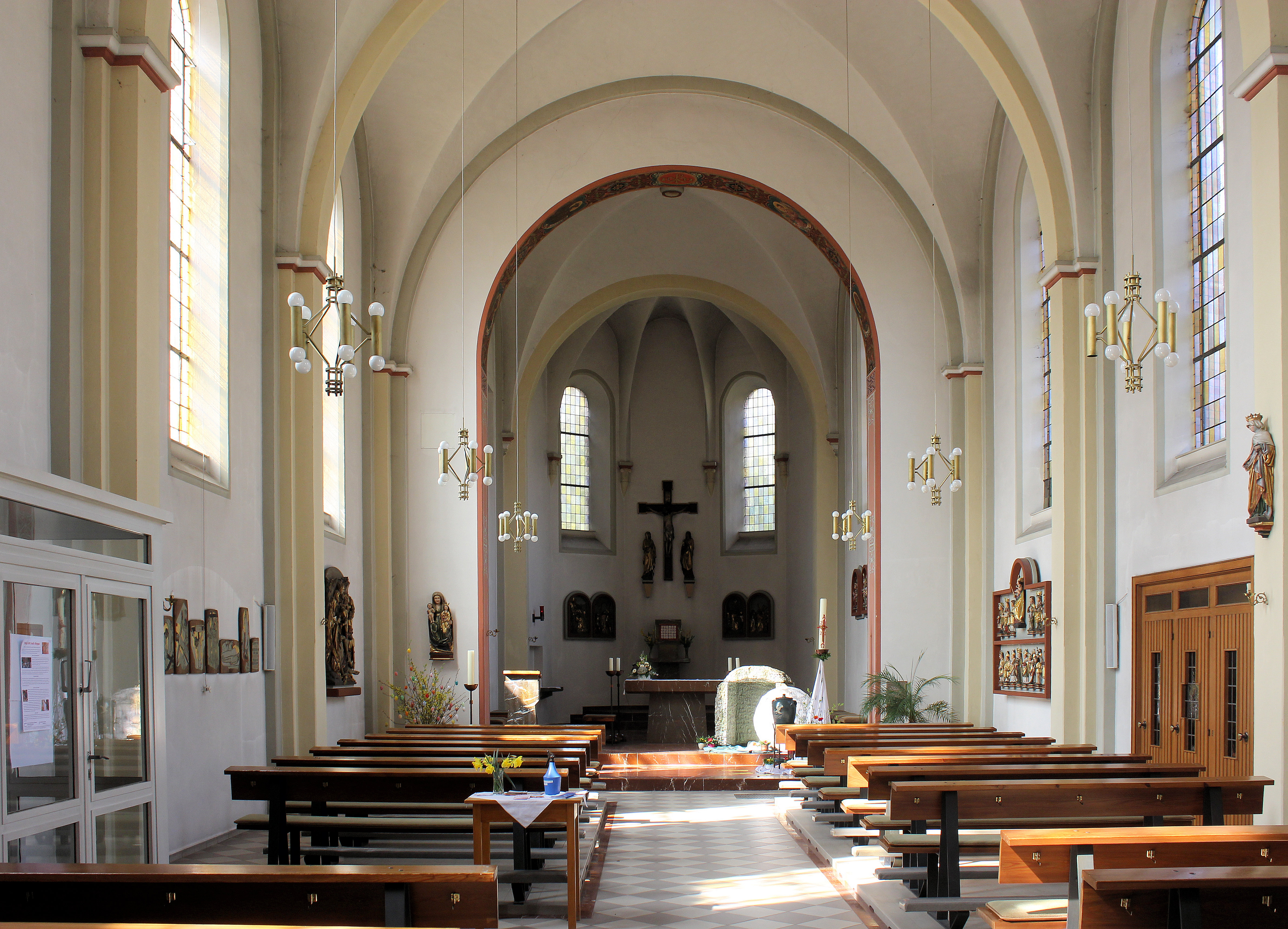
Innenansicht

Die Saalkirche ist im neoromanischen Stil errichtet worden. Die Mauern sind außen backsteinsichtig. Der Chor ist schmaler als das Kirchenschiff und hat einen dreiseitigen Abschluss. Der als Dachreiter ausgeführte Turm hat einen Spitzhelm. Das Kreuzgratgewölbe im inneren ist mit Gurtbögen unterteilt und ruht auf gestuften Pilastern, im Chor ruhen die Grate auf Konsolen.

## Ausstattung
- Im Chorbogen Abbildungen der Symbole der vier Evangelisten[4]
- Darstellung der Beweinung Christi (um 1500)
- Figuren der vierzehn Nothelfer, Teile eines gotischen Flügelaltars (Ende 15. Jahrhundert)
- Anna-selbdritt-Figur (spätes 15. Jahrhundert)
- Statuen des heiligen Nikolaus von Myra, Jakobus des Älteren und der heiligen Ursula von Köln und Christina (spätes 15. Jahrhundert)
- Statuen der heiligen Elisabeth von Thüringen und der heiligen Klara von Assisi (um 1890)
- Vier neogotische Relieftafeln mit Szenen der aus der Leidensgeschichte (Erbauungszeit der Kirche)
- Kreuzweg von Joseph Richwien[3]

## Orgel

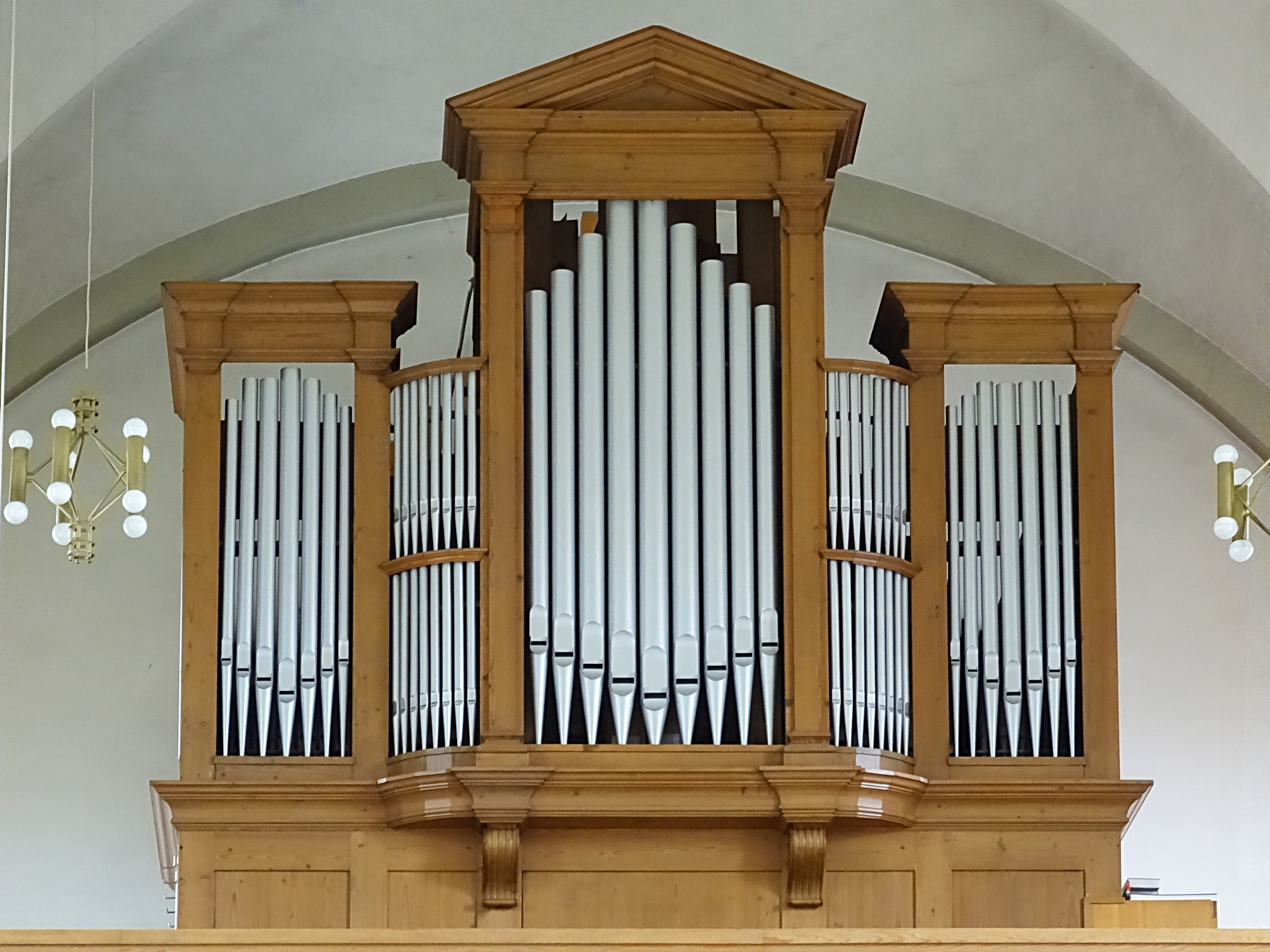
Speith-Orgel

Die Orgel wurde 1891 von Speith Orgelbau gebaut. Zum ersten Mal wurde das Instrument 1920 durch Friedrich Krell umgebaut. 1962 erfolgte eine kleine Umdisponierung durch Gerhard Kühn und 2001 eine Restaurierung durch Karl Brode. Das Instrument ist mittlerweile auf 23 Register, verteilt auf zwei Manuale und Pedal, erweitert worden.